# Garpa
Garpa is een muziek- en dansformatie voor Tibetaanse folk- en kloostermuziek. De naam van de groep verwijst naar het Tibetaanse muziekinstrument, de gar.
De muziekgroep werd in 1998 opgericht door Nyima Tashi en Dawa Dolma, toen ze opleiding volgden bij het Tibetaans Instituut voor Podiumkunsten in McLeod Ganj, bij Dharamsala in India. Het initiatief ontstond toen de veertiende dalai lama hun vroeg muziek te spelen die buiten Tibet zelden te horen was, omdat er meer Tibetaanse muziek was dan esoterisch chanten alleen.
Tashi studeerde aan het instituut sinds 1983 en was gespecialiseerd in de gar, Tibetaanse hofliederen en dans; later werd hij daar opleider. Dolma specialiseerde zich in Tibetaanse gedichten en composities en had tot 1998 optredens in Europa, Japan en de VS. De groep heeft zich sindsdien gespecialiseerd op liederen van paardenrijders en jakherders, maar ook veel liefdesliederen. Ze staan bekend om de bijzondere kostuums.
In 1998 emigreerden Tashi en Dolma naar Australië en traden sindsdien op in het Sydney Opera House, Art Gallery of New South Wales, het Australian Institute of Eastern Music's Festival of Asian Music and Dance en het Tibetan Freedom Concert in Sydney in 1999. 